# Ramon Ferrer Navarro
Ramon Ferrer Navarro (Vila-real, 1946) és un historiador valencià, doctor en Història Medieval per la Universitat de València i president de l'Acadèmia Valenciana de la Llengua (AVL) des del 2011 fins al 2022.

## Biografia
Després de doctorar-se a la Universitat de València va ser professor del departament d'Història Medieval de la mateixa universitat. A més, és acadèmic numerari de la Reial Acadèmia de Cultura Valenciana des de l'any 1984. Va ser nomenat acadèmic també de l'AVL des del seu inici l'any 1998, a proposta del Partit Popular. Ramon Ferrer ha moderat les seues posicions lingüístiques inicials, properes al secessionisme lingüístic, de tal forma que va defensar el dictamen que promulgà l'AVL en reconeixement de la unitat lingüística entre el català i el valencià.
El 18 de novembre de 2011 aconseguí guanyar les eleccions a president de l'AVL davant el filòleg Manuel Pérez Saldanya, que ocupava la presidència de l'ens de manera interina després de la dimissió de l'anterior presidenta, Ascensió Figueres, que va abandonar l'acadèmia per tal de formar part de les llistes del Partit Popular a les eleccions generals del 2011.

## Obra
Ramon Ferrer és autor de diversos monogràfics sobre fonts, comerç medieval valencià, repoblació, institucions, minories, toponímia i mentalitats, entre els quals cal citar El Llibre del Repartiment del Regne Valencià; Coses vedades en 1393; L'exportació valenciana en el segle XIV; Conquista i repoblació del Regne de València; Documents i dades per a un estudi toponímic de la regió valenciana; La València de Lluís Vives; Ausiàs March i la seua època.